# Кофейное мороженое

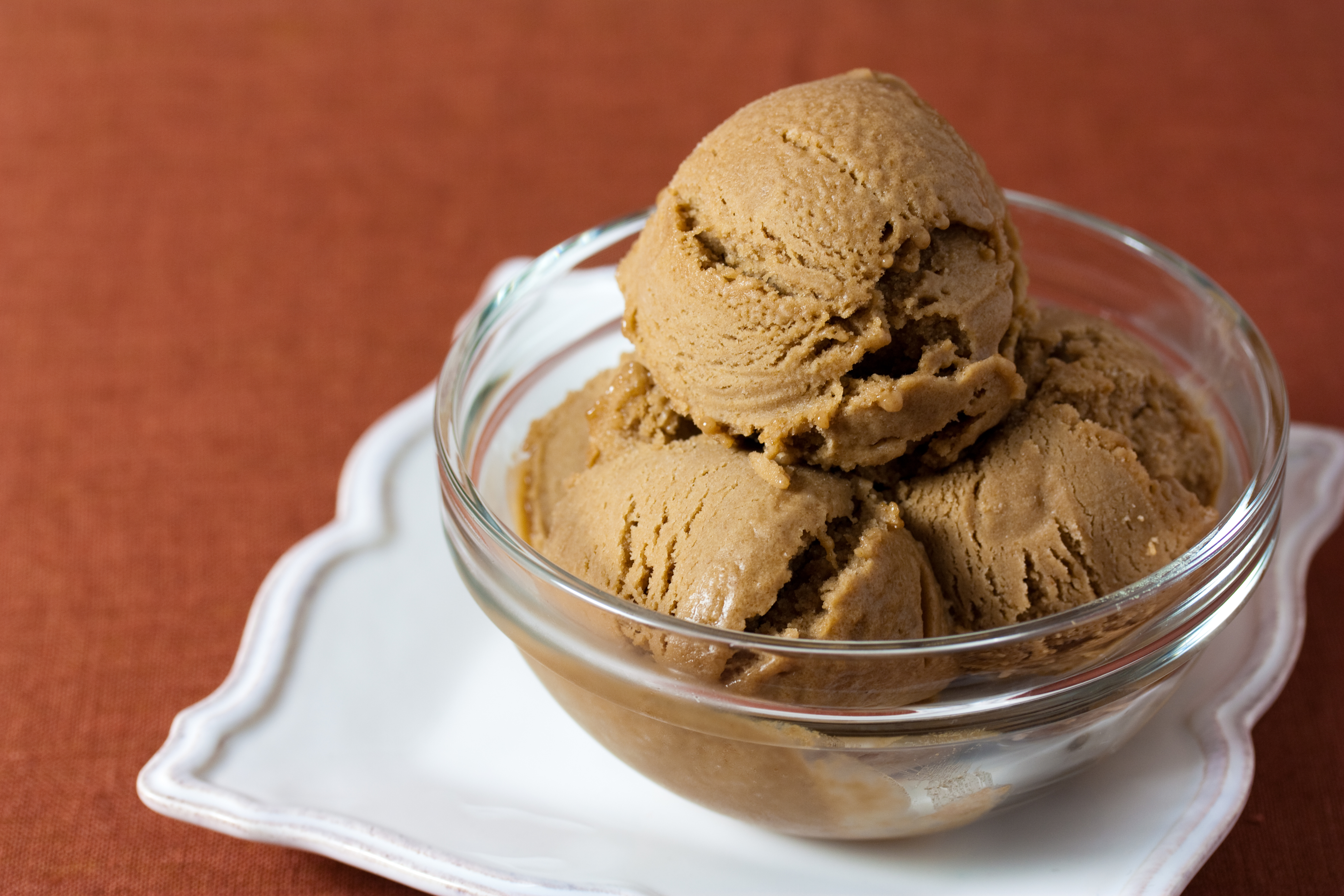
Веганское кофейное мороженое с фундуком

Кофейное — мороженое, приготовленное из кофе или кофейного ароматизатора.

## История
Самое раннее известное появление кофейного ароматизатора было в 1869 году, когда его использовали в кофейном парфе. Многие бренды также сочетают кофейное мороженое с другими ингредиентами, такими как орехи, карамель или шоколад. Рецепт аналогичного десерта под названием «яичный кофе» (англ. egg coffee), состоящий из сливок, колотого льда и кофейного сиропа, был напечатан в кулинарной книге 1919 года. Когда в 1960 году была основана фирма Häagen-Dazs, кофе являлся одним из трёх предлагаемых вкусов (два других — шоколад и ваниль).
Кофейный вкус является одним из самых популярных в рецептах мороженого в США. Кофейное мороженое регулярно уверенно держит второе место по продажам в Америке, после ванильного мороженого. Оценка Instacart с июня 2022 по май 2023 года показала, что кофейный — самый популярный вкус мороженого в штатах Гавайи, Массачусетс, Нью-Мексико и Род-Айленд. Праздник, известный как Национальный день кофейного мороженого (англ. National Coffee Ice Cream Day), отмечается ежегодно 6 сентября.